# Bewening van de dode Christus (Mantegna)
De Bewening van de dode Christus, ook bekend als Dode Christus in het graf met drie rouwenden (Italiaans: Cristo morto nel sepolcro e tre dolenti), is een schilderij van Andrea Mantegna uit ongeveer 1483. Deze aangrijpende weergave van de dood van Christus, oefende op andere kunstenaars grote invloed uit. Sinds 1824 maakt het schilderij deel uit van de collectie van de Pinacoteca di Brera in Milaan.

## Herkomst
Er bestaat discussie over de datering van het stuk, zodat alleen met zekerheid gesteld kan worden dat het werd voltooid tussen 1475 en 1501, hoewel meestal begin jaren 1480 aangehouden wordt. Waarschijnlijk is dit het schilderij dat na Mantegna's dood in zijn atelier werd gevonden. Omdat het werk in bezit van de schilder is gebleven en er geen opdracht bekend is, had het waarschijnlijk grote persoonlijke waarde voor Mantegna.  
Mantegna's zoon Ludovico verkocht het schilderij aan kardinaal Sigismondo Gonzaga. In 1627 bevond het zich in bezit van de hertog van Mantua. Mogelijk werd het een jaar later verkocht aan koning Karel I van Engeland, samen met andere waardevolle stukken uit de Gonzaga-collectie. Later kwam het in bezit van kardinaal Mazarin om in 1824 met behulp van de beeldhouwer Canova aangekocht te worden voor de Pinacoteca di Brera. 

## Voorstelling
Jezus ligt op een marmeren plaat, de steen van de balseming, in een ruimte die klein en somber lijkt, een soort mortuarium. Maria, Johannes en Maria Magdalena zitten naast hem, huilend om zijn dood. Aan de andere kant staat naast het kussen een flesje olie dat gebruikt is om het lichaam te zalven, het attribuut van Maria Magdalena. Het door een aureool omringde hoofd van Christus is enigszins afgewend van de rouwenden, in de richting van het licht. Mogelijk gebruikte Mantegna een lijk als model voor het schilderij. 
Het thema van de bewening van Christus komt veel voor in de kunst uit de middeleeuwen en de renaissance. Mantegna's benadering is in enkele opzichten echter ongebruikelijk, zo is er meestal veel meer contact te zien tussen de rouwenden en het lichaam. Het realisme en de tragedie van de scène worden versterkt door het perspectief. De liggende figuur is verkort weergegeven, waardoor anatomische details worden benadrukt, in het bijzonder de ribbenkast van Christus. Mantegna verkleinde de omvang van de voeten, die een groot deel van het lichaam zouden bedekken als ze op ware grootte zouden worden weergegeven. De gaten in zijn handen en voeten evenals de gezichten van de rouwenden worden zonder enige idealisering afgebeeld. Het scherp getekende laken dat het lijk bedekt, draagt bij aan het dramatische effect. De compositie legt de centrale focus van het schilderij op de geslachtsdelen van Christus. Deze nadruk wordt in deze periode vaak aangetroffen in afbeeldingen van Jezus, vooral als kind. Leo Steinberg en andere critici zien hier een verband met de theologische nadruk op de menselijkheid van Jezus.

## Afbeelding

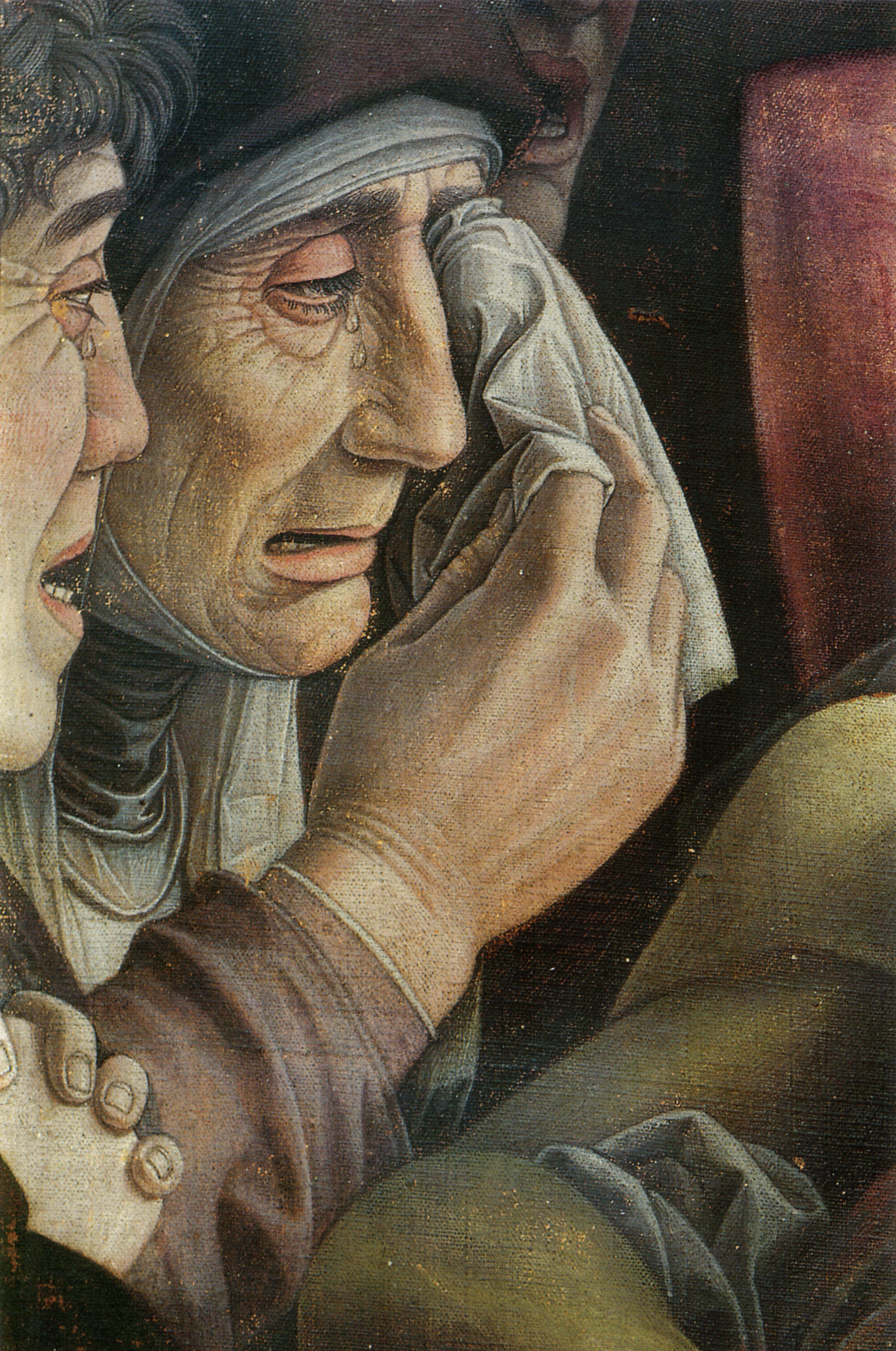
detail